# Diagramme de rayonnement

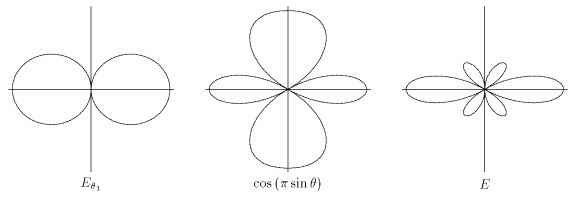
Différents diagrammes d'émission d'antennes en deux dimensions

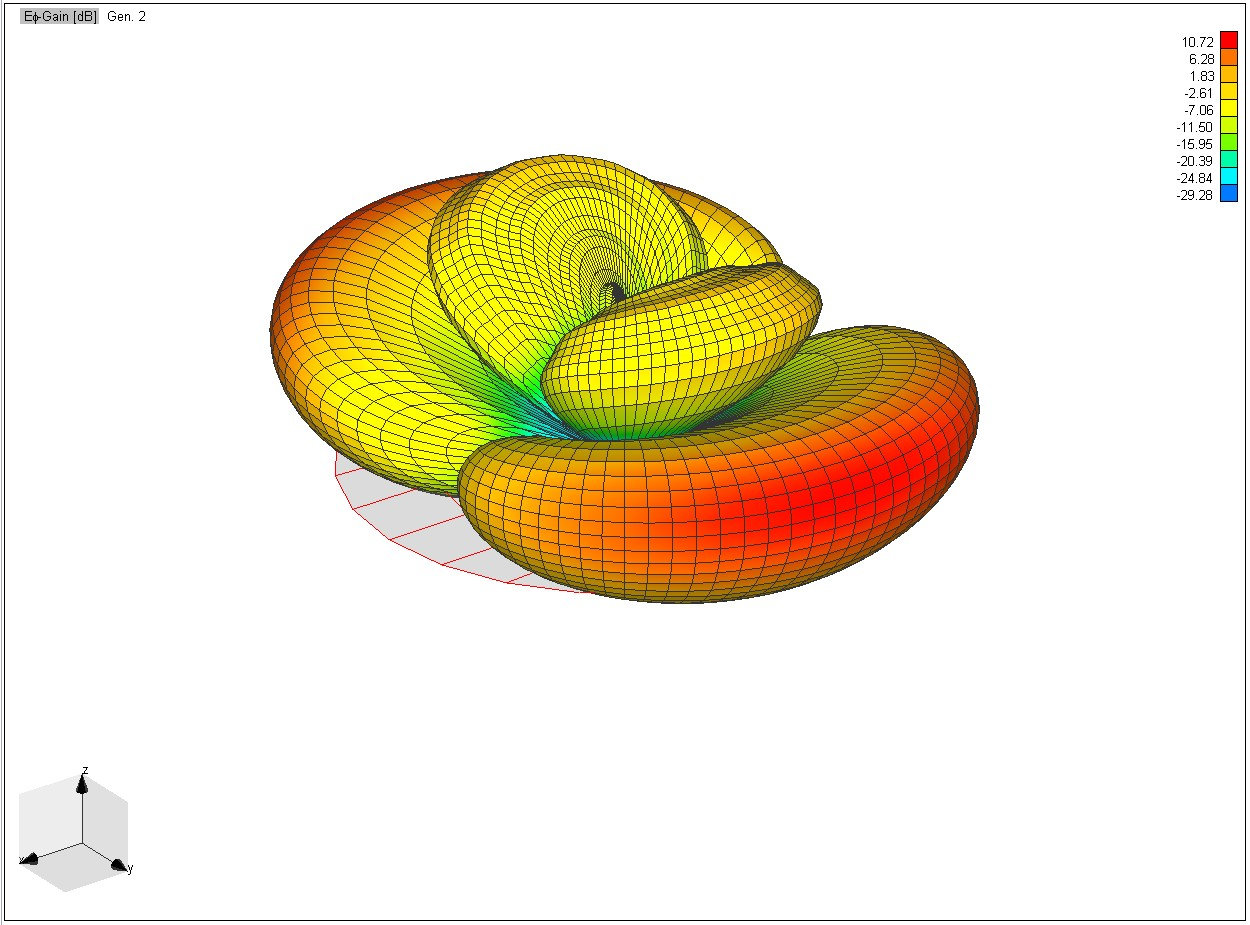
Modèle de diagramme en trois dimensions d'une antenne sabre (en dBi), en polarisation horizontale.

Un diagramme de rayonnement ou d'émission est la représentation graphique de la distribution angulaire d'une grandeur caractérisant le rayonnement d'une antenne radioélectrique, et, par extension, cette répartition elle-même. Un autre sens de ce terme en fibres optiques, en lasers et optique intégrée est la répartition du champ électrique rapproché, soit la zone de diffraction de Fresnel, juste à l'avant d'une source.
Le diagramme de rayonnement d'une antenne permet de visualiser les lobes d'émission en champ lointain dans les trois dimensions, dans le plan horizontal ou dans le plan vertical incluant le lobe le plus important. La proximité et la conductibilité du sol ou des masses conductrices environnant l'antenne peuvent avoir une influence importante sur le diagramme de rayonnement. Les mesures sur les antennes sont effectuées en espace libre ou en chambre anéchoïque. Certaines antennes comme les antennes monopôles ont besoin d'un plan de masse dont les dimensions doivent être explicitées pour accompagner les mesures.

## Principe
Une antenne isotrope, c'est-à-dire rayonnant de la même façon dans toutes les directions, est un modèle théorique irréalisable dans la pratique. En réalité, l'énergie rayonnée par une antenne est répartie inégalement dans l'espace, certaines directions étant privilégiées : ce sont les « lobes de rayonnement ». Le diagramme de rayonnement complet peut être résumé en quelques paramètres utiles. 

### Directivité

Diagramme polaire montrant la distribution des intensités en lobes

La directivité de l'antenne dans le plan horizontal est une caractéristique importante dans le choix d'une antenne. Elle possède un ou quelques lobes nettement plus importants que les autres qu'on nomme « lobes principaux ». Elle sera d'autant plus directive que le lobe le plus important sera étroit. La directivité correspond à la largeur du lobe principal qui est calculée par la largeur angulaire de chaque côté du lobe où l'intensité diminue de moitié, soit une diminution de 3 dB.
Pour toutes les antennes, la dimension constitue un paramètre fondamental pour déterminer la directivité. Les antennes à directivité et à gain élevés seront toujours grandes par rapport à la longueur d'onde. Il existe en effet des relations mathématiques (transformation de Fourier) entre les caractéristiques spatiales et le diagramme de rayonnement.

### Gain
Le gain définit l'augmentation de puissance émise ou reçue dans le lobe principal. Il est dû au fait que l'énergie est focalisée dans une direction, comme l'énergie lumineuse peut être concentrée grâce à un miroir et/ou une lentille convergents. Il s'exprime en dBi (décibels par rapport à l'antenne isotrope). Pour une antenne, le miroir peut être constitué par un élément réflecteur (écran plan ou parabolique) tandis qu'un élément directeur (dans une antenne Yagi, par exemple) jouera le rôle de la lentille.

### Lobes et zéros secondaires
Aux angles proches du lobe principal, une antenne présente des minima et maxima relatifs appelés « lobes secondaires » qu'on tente de minimiser. Les antennes à grande directivité présentent également des lobes faibles et irréguliers dans tous les autres angles, appelés « lobes diffus ».
Le niveau général de ces lobes secondaires décrit la sensibilité de l'antenne au brouillage (en télécommunications) ou la finesse d'imagerie (en radar). Une direction où le gain est faible peut être mise à profit pour éliminer un signal gênant (en réception) ou pour éviter de rayonner dans une région où il pourrait y avoir interférence avec d'autres émetteurs.

### Angle de départ vertical
Dans le cas d'une antenne proche du sol, en particulier en haute fréquence et moyenne fréquence, le diagramme vertical dépend de l'éloignement du sol. Il en résulte une perte de gain dans le plan horizontal. L'angle du lobe principal dans le plan vertical (« angle de départ ») définit les performances d'une antenne vis-à-vis des modes de propagation ionosphériques.

### Réciprocité de réception
Une caractéristique fondamentale du diagramme de rayonnement est qu'il est également celui de réception de l'antenne. Cette réciprocité électromagnétique permet lors de la conception de l'antenne de simuler numériquement à la fois l'émission et la réception. Elle permet également d'utiliser la même antenne pour les deux fonctions, comme dans le cas d'un radar.

## Mesure

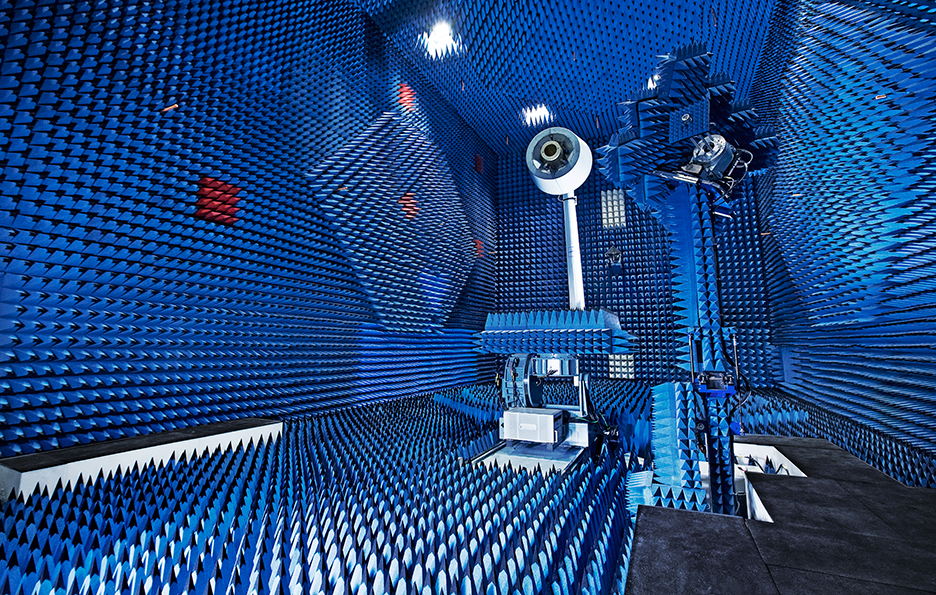
Antenne Liaison 16 UHF AS-4127A dans une chambre anéchoïque au Naval Surface Warfare Center de l'US Navy.

Avant la mise en service de l'antenne, la mesure de son rayonnement se fait dans une chambre anéchoïque électromagnétique dont les parois (murs, plafond, mais pas systématiquement le plancher) sont recouvertes de matériaux absorbant le champ électromagnétique et atténuant sa rétrodiffusion. L'antenne émet en continu un signal et tourne sur elle-même de telle façon qu'un récepteur puisse capter l'intensité sur 360 degrés autour de celle-ci. Le récepteur peut changer de position verticale à chaque tour de l'antenne ou l'angle de site de l'antenne peut être changé de telle façon que la mesure est prise sur toute la sphère de rayon constant l'entourant.
Après son entrée en service, il est possible de mesurer le diagramme d'émission avec le rayonnement solaire. En effet, le Soleil est une source connue de radiation dans les domaines radio et micro-ondes. Bien que celle-ci puisse varier légèrement, sa moyenne est assez stable. Comme le Soleil effectue un trajet qui va d'un horizon à l'autre au cours de la journée, passant par le zénith, il suffit donc de noter l'intensité de la radiation solaire à chaque angle de visée durant la journée. Cette prise de mesure permet de déterminer s'il y a eu des changements dans les caractéristiques de l'antenne lors de son utilisation : déformation, accrétion de glace, coups, etc.